# Робін Губзер
Робін Губзер (нім. Robin Gubser, нар. 17 квітня 1991) — ліхтенштейнський футболіст, півзахисник клубу «Бальцерс».
Виступав, зокрема, за клуб «Мельс», а також національну збірну Ліхтенштейну.

## Клубна кар'єра
У дорослому футболі дебютував 2011 року виступами за команду клубу «Мельс», в якій провів два сезони, взявши участь у 34 матчах чемпіонату. 
До складу клубу «Бальцерс» приєднався 2012 року. Відтоді встиг відіграти за клуб з Бальцерса 71 матч в національному чемпіонаті.

## Виступи за збірну
У 2013 році дебютував в офіційних матчах у складі національної збірної Ліхтенштейну. Наразі провів у формі головної команди країни 22 матчі, забивши 1 гол.
| Дата     | Місто  | Господарі   | Результат | Гості       | Турнір            | Голи | Примітки |
| -------- | ------ | ----------- | --------- | ----------- | ----------------- | ---- | -------- |
| 4-6-2013 | Краків | Польща      | 2 – 0     | Ліхтенштейн | товариський матч  | -    |          |
| 7-6-2013 | Вадуц  | Ліхтенштейн | 1 – 1     | Словаччина  | Відбір до ЧС 2014 | -    |          |
| Усього   |        | Матчів      | 2         |             | Голів             | 0    |          |